# أوجين فورنير (أستاذ جامعي)
أوجين فورنير (بالفرنسية: Eugène Fournier)‏ هو جيولوجي فرنسي، ولد في 28 ديسمبر 1871 في سانت بريوك في فرنسا، وتوفي في 17 أبريل 1941 في بيزنسون في فرنسا.